# Villa Saint-Georges

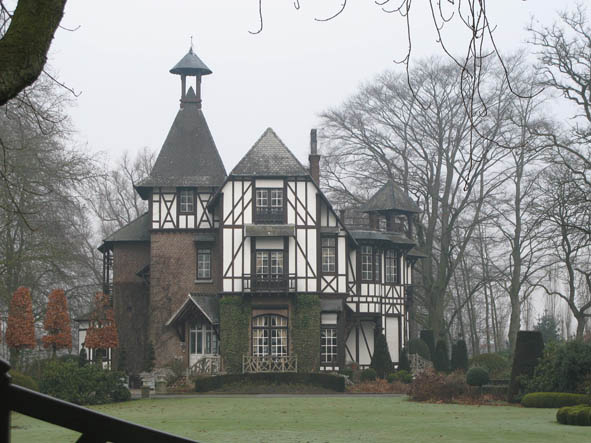
Villa Saint-Georges in Waregem

Villa Saint-Georges (Villa Joire, Villa Max Moreels) is een landhuis in de Belgische stad Waregem. De villa ligt op een landgoed grenzend aan de Waregemse Hippodroom en is een onderdeel van het Waregemse erfgoed rond de paardensport.

## Geschiedenis
In 1904 liet de Noord-Franse Alexander Joire, een paardenfokker, de villa bouwen. Hij is opgetrokken in cottagestijl met Anglo-Normandische invloeden. Het is een toonbeeld van aandacht voor het regionalisme in de architectuur gedurende de periode einde 19de eeuw tot in het interbellum. Deze wat romantische aanpak van cottage-architectuur werd in landelijke omgeving veel gebruik voor woonhuizen van de rijke klasse.
Gedurende de Eerste Wereldoorlog was er veel schade aan de villa en Joire verkocht het aan de lokale industrieel Oscar Vindevogel. Deze liet architect Bourgeois uit Gent de villa opknappen.
In 2004 werden de villa, park en paardenstallen in de lijst van beschermde monumenten opgenomen. Momenteel is het privé-eigendom.